# China UnionPay
China UnionPay (中国银联S, Zhōngguó YínliánP) è l'unico emittente di carte di credito autorizzato nella Repubblica Popolare Cinese. Fondata il 26 marzo 2002, China UnionPay opera sotto l'autorizzazione della Banca Popolare Cinese ed è l'unico consorzio interbancario attivo in Cina.